# Platja de les Caletes
La platja de les Caletes és una platja semiurbana de la costa del Maresme, del municipi de Santa Susanna (Maresme). Està formada per diverses cales (d'aquí el seu nom), separades per unes petites formacions rocoses a manera d'espigó. Limita amb les altres dues platges del municipi: la platja de Llevant al nord-est i la platja de les Dunes al sud-oest, separada d'aquesta per la riera de Santa Susanna. Té una longitud de 400 m i una amplada variable de 25 m de sorra gruixuda i un pendent pronunciat d'entrada a l'aigua.

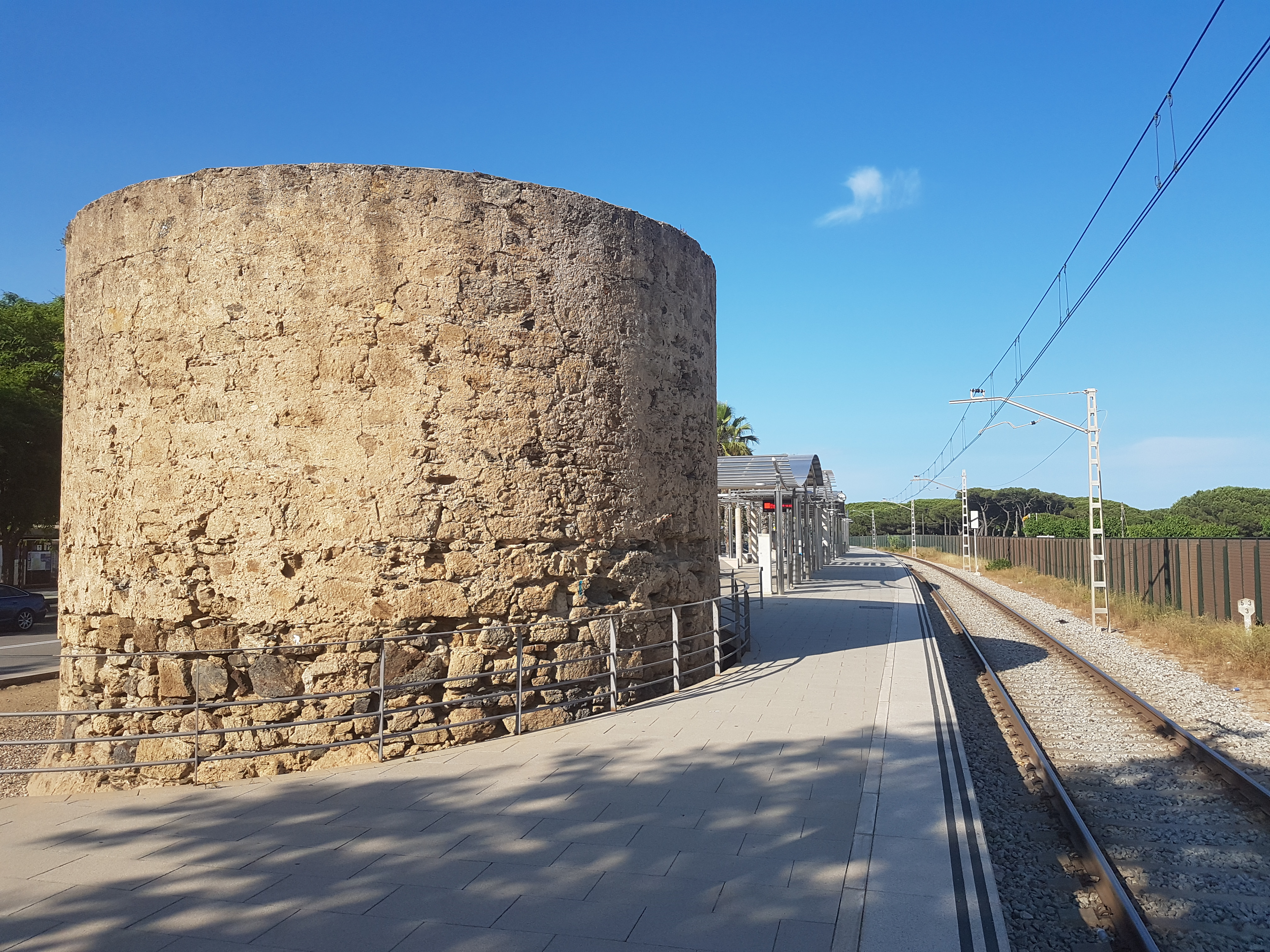
Estació de Santa Susanna, amb la torre de Can Torrent de Mar

Està situada enfront de l'estació de tren de Santa Susanna, que ocupa la Torre de Can Torrent de Mar, antiga torre de defensa. Una gran part de l'arenal ha estat ocupat per hotels i per un càmping. El centre urbà es troba a poc més d'un quilòmetre cap a l'interior.